# Jean Toth (1900-1967)
Ne doit pas être confondu avec Jean Toth (1931-1997).
Pour les articles homonymes, voir Tóth.
Jean Toth (né le 28 juillet 1900 à Enying en Hongrie et mort le 25 mars 1967 à Paris 18e) est un peintre et dessinateur français d'origine hongroise.

## Biographie
À quinze ans, Jean Toth est le meilleur danseur de mazurka de la région[réf. nécessaire], mais sa vocation est de peindre. À 19 ans, il part de Hongrie en passant par la Pologne et vient s'installer après un long voyage à Paris en 1921. Il fréquente alors La Grande-Chaumière dans le quartier du Montparnasse, où il côtoie Antoine Bourdelle et Roger Bissière. Il se rend célèbre dans la première moitié du XXe siècle pour ses dessins et aquarelles consacrés à la danse, qui sera une source d'inspiration durant toute sa vie, notamment pour une série réalisée pour l'Opéra Garnier dans les années 1930.
En 1939, il s'engage dans la Légion étrangère et part pour Colomb-Béchar. Démobilisé en 1940, il passe les premières années de guerre à Roanne et revient à Paris en 1943. Après guerre, il continue son activité de peintre de la danse dans son atelier de la rue Vercingétorix et collabore également avec différents artistes, dont le décorateur sur porcelaine Camille Le Tallec.
L'œuvre de Jean Toth est présente dans de nombreuses collections françaises et étrangères. L'opéra de Paris lui a acheté près de 250 dessins et peintures pour sa bibliothèque et lui a rendu un hommage post mortem,.

## Expositions
- 1948 : Les visages de la danse, Galerie Barbedienne, Paris.
- 2010 : Hommage à la danse, Galerie Broohead Junker, Deauville[7]